# إيدي غوتينكاوف
إيدي غوتينكاوف (مواليد 6 فبراير 1928) هو مبارز بالسيف لوكسمبورغي، مثّل بلاده في الألعاب الأولمبية الصيفية 1960.

## روابط خارجية
إيدي غوتينكاوف على موقع أوليمبيديا (الإنجليزية)